# Lilo Aureden
Lilo Aureden, späterer Ehename Charlotte Louise Schwill, gelegentlich auch als Lieselotte Aureden oder Lilo von Abendroth geführt (geboren am 19. Februar 1912 als Charlotte Luise Martha Appenroth in Beuthen O.S. in Oberschlesien, heute Polen; Sterbedatum unbekannt, 1976 oder später), war eine deutsche Autorin und Journalistin, die vor allem mit Kochbüchern und insbesondere ihrem 1953 erschienenen Bestseller Was Männern so gut schmeckt bekannt wurde. Eine Reihe ihrer Werke wurde ins Niederländische übersetzt, ihr Ratgeber Schön sein, schön bleiben auch ins Polnische, Spanische und Hebräische.

## Leben
Über das Leben von Lilo Aureden ist wenig bekannt, wie die Historikerin Birgit Jochens festhält, die in ihrem Buch über Karrieren Berliner Kochbuchautorinnen einen kurzen biografischen Abriss gibt. Aureden selbst hat ihre Jugendjahre 1955 in ihrem Praktischen Ehebuch so beschrieben: Bereits 1915 sei sie in Italien durch den Krieg von ihren Eltern getrennt worden. Pflegeeltern hätten sie südlich von Neapel aufgezogen; danach sei sie von ihren Eltern auf Internate in der Schweiz und Belgien geschickt worden.
Sie heiratete bereits im Alter von achtzehn Jahren. Ihr erster Ehemann war der Pressechef des Zirkus Sarrasani, Wilhelm („Will“) Aureden (* 1902 in Goslar). Während sie in der Hochzeitsanzeige in der Ostdeutschen Morgenpost als „Liselotte, geb. Appenroth“ erschien, wurde sie in der Anzeige im General-Anzeiger für Oberhausen als „Lieselotte Aureden, geb. Freiin v. Abendroth“ vorgestellt. Als Ort der Hochzeit ist Stettin genannt. Sie versuchte sich sowohl unter ihrem Ehenamen als auch unter dem Namen „Lilo von Abendroth“ als Schauspielerin auf der Bühne und im Film. Ein Fotoporträt der „Lilo von Abendroth“ erschien Ende 1932 in der Zeitschrift Das Leben unter der Überschrift Bühnennachwuchs. Aus den Akten der Reichsfilmkammer geht hervor, dass sie von 1935 bis 1937 in einigen Spielfilmen in Nebenrollen auftrat, etwa in Mazurka und Kapriolen sowie in Allotria (als Lieselotte Aureden in der Rolle eines Gastes bei einer Modenschau). Ferner trat sie in Ich liebe alle Frauen von Karel Lamač sowie in Daphne und der Diplomat von Robert Adolf Stemmle auf. In der Spielzeit 1936/1937 war sie an der Pommerschen Landesbühne in Stettin engagiert.
Wie Lilo Aureden im Vorwort ihres Praktischen Ehebuchs schrieb, zeigte ihr ihr erster Mann „auf vielen Reisen das Leben in vielen Ländern“ und bot ihr „Auslandsreisen, das Leben in berühmten Hotels, Rennen, Revuen, Modeschauen und Nachtlokale“. Die Ehe wurde allerdings bereits 1935 geschieden. 1937 heiratete Lilo Aureden ein zweites Mal, nämlich den Journalisten Günther Schwill. Sie widmete dem „Helfer am Werk Günther Schwill“ später mehrere ihrer Bücher. Das Paar hatte, so Aureden, ein „selbsterarbeitetes schönes Heim“, das „im Bombenkrieg“ verloren ging, sodass die beiden 1945 „mit Nullkommanichts wieder von vorn anfangen“ mussten.
1946 taucht Lilo Aureden unter dem Namen Luise Charlotte Schwill-Aureden in einer Liste der „Counter Intelligence“ des amerikanischen Militärs als Autorin in Garmisch auf. Im nächsten Jahr war sie Vorsitzende eines Programmkomitees in Stuttgart, das Helena Sewall, die Frau des Militärgouverneurs für Württemberg-Baden Sumner Sewall, im American-German Women’s Club einberufen hatte, um deutschen Frauen den Geist der Demokratie näherzubringen. In den folgenden Jahren arbeitete sie, vermutlich als freiberufliche Journalistin, für verschiedene deutsche Zeitungen. Dokumentiert ist eine Artikelserie für das Hamburger Abendblatt, die 1950 erschien. Neben „traditionellen Frauenthemen“ (Jochens) gehörte dazu auch ein Plädoyer für die selbstständige Versteuerung des Einkommens der Frau, gleiche Löhne der Geschlechter und eine Erhöhung des Anteils weiblicher Abgeordneter mit dem Titel Gleichberechtigte Frauen? Bei der Familie fängt der Staat an.
1953 veröffentlichte Aureden ihr erstes Buch, das Kochbuch Was Männern so gut schmeckt. Wie alle ihre Bücher erschien es unter dem Namen Lilo Aureden. Es wurde ein großer Erfolg, und allein bis 1964 gingen 330.000 Exemplare über den Ladentisch; damit war es das damals bestverkaufte Taschenbuch des List-Verlags. Teilweise ist das wohl auch das Verdienst der Illustratorin Li Gelpke-Rommel, die die „kesse Illustration des Covers“ schuf und auch weitere Werke Auredens illustrierte. Später erschienen noch Lizenzausgaben von Was Männern so gut schmeckt bei dtv (vier Auflagen 1976 bis 1983) und Heyne (überarbeitet von Monika Mai; vier Auflagen 1988 bis 1994). Weitere Buchpublikationen Auredens, gewöhnlich Ratgeber und Kochbücher, schlossen sich ihrem Erstling in schneller Folge an, etwa Schön sein, schön bleiben (1955), Das praktische Ehebuch (1955), Athenäum-Speisedolmetscher (1958), Was Frauen wissen sollten (1958), Was Kindern so gut schmeckt (1959), Sei schöner, Adam. Das Kosmetik- und Gesundheitsbrevier für Männer (1960) und weitere. Insbesondere Schön sein, schön bleiben verkaufte sich ebenfalls glänzend; bereits 1957 erschien die 22., 1964 die 33. Auflage.

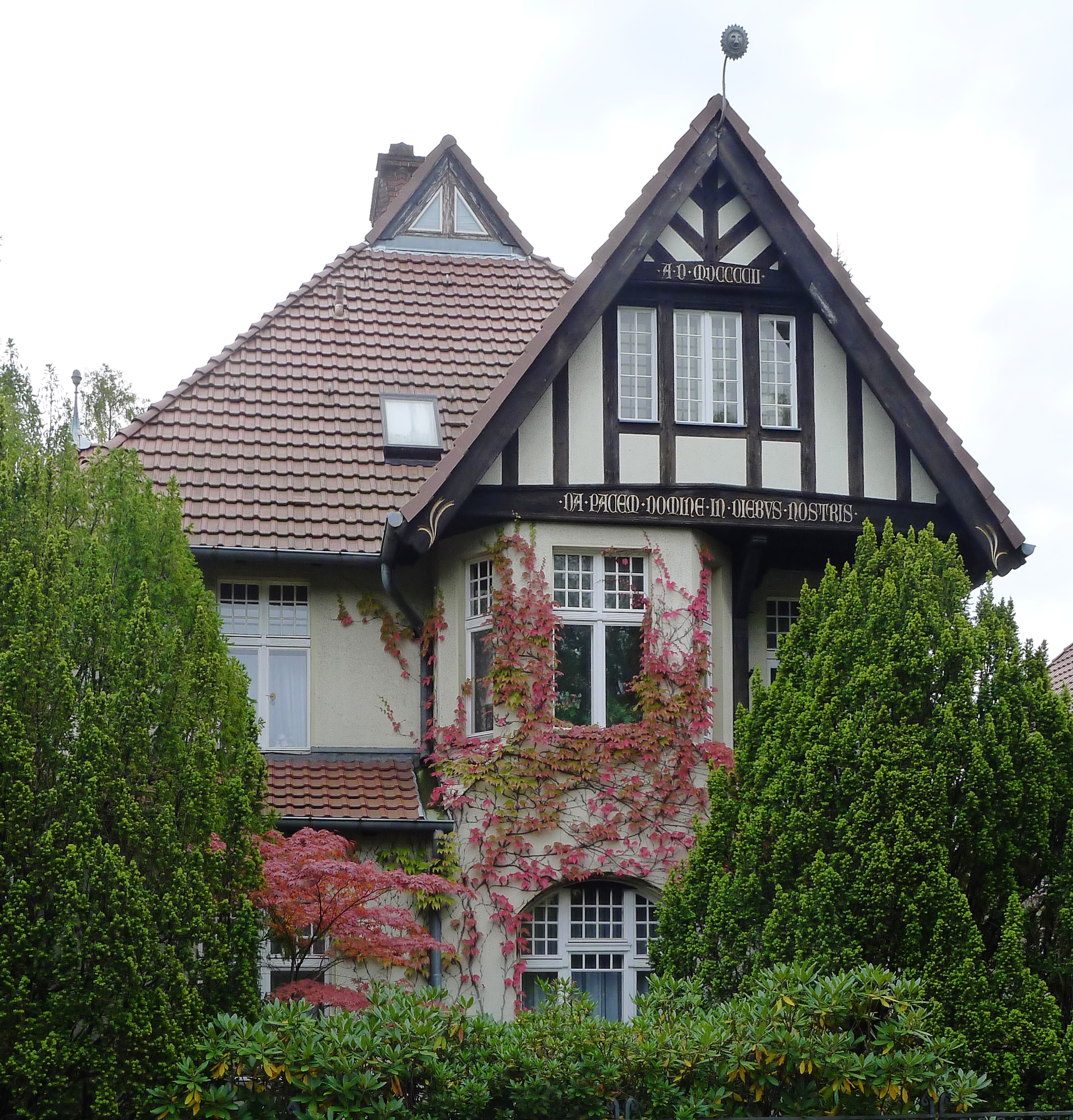
Haus Gary, 2014

Wo das Schriftstellerpaar – auch Günther Schwill veröffentlichte in den 1950er Jahren zwei erfolgreiche Bücher, So macht man Millionen (1955) und Skandale um Millionen (1958), beide gemeinsam mit Egon Jameson – die Jahre bis 1958 verbrachte, konnte Jochens nicht feststellen. Das Vorwort ihres Praktischen Ehebuchs (Pfingsten 1955) trägt die Ortsangabe Frankfurt am Main; für 1958 ist in einem Zeitschriftenaufsatz Auredens die Ortsangabe Gauting dokumentiert. Von 1958 bis 1966 lebten sie jedoch in einer Villa in Berlin-Lichterfelde, dem sogenannten Haus Gary, das Felix Lindhorst 1902 für den Ingenieur Max Gary gebaut hatte.
Aus dieser Berliner Zeit stammt der einzige erhaltene Brief von Lilo Aureden. Sie schrieb am 11. Februar 1962 an Gabriele Strecker, die sie vom Hörfunk her kannte, anlässlich der Nachricht, dass Strecker ihre Stelle aufgab und ins Tessin übersiedeln wollte. Aureden klagte in diesem Brief, sie sei seit 1956 von einem Pressedienst hintergangen worden, der Seiten aus ihren Büchern ohne Genehmigung oder Honorar nachgedruckt und sie dadurch um 18.000 Mark gebracht habe. „Jetzt hab’ ich 2 Millionen Auflage erreicht – und keinen finanziellen Erfolg.“ Sie selbst habe nun ebenfalls „Schluß gemacht mit dem Bücherschreiben“ und würde am liebsten selbst auswandern, zumal die Stimmung in Berlin nach dem Mauerbau „gedrückt“ sei. „Hierher zu ziehen war falsch!“ Birgit Jochens hält die Angaben zur Urheberrechtsverletzung für glaubhaft, da sich in Archiven deutscher Tageszeitungen Beiträge mit Texten Auredens ohne oder nur mit versteckter Quellenangabe finden. Dass Auredens Verlage dies nicht verfolgt hätten, sei nicht untypisch, da diese damals vor allem auf hohe Auflagen gezielt und auf den Schutz der Autorenrechte wenig Wert gelegt hätten. Die Klage, „keinen finanziellen Erfolg“ zu haben, hält Jochens für übertrieben: „Ganz so schlimm wird es nicht gewesen sein, aber zu einem großen Vermögen wird es nicht gereicht haben.“ Dazu wären wohl bessere Vermarktungsstrategien erforderlich gewesen.
Jedenfalls blieben Aureden und Schwill nach diesem Brief noch vier Jahre in Berlin, und Aureden veröffentlichte in dieser Zeit noch eine Reihe weiterer Kochbücher: Lexikon der Leckerbissen (ein zweiter Band von Was Männern so gut schmeckt, 1962), Omas Kochbuch (1965), Das schmeckt so gut (1965) und Das schmeckt so gut in Deutschland (1966). Erst 1966 zogen sie von dort weg, in den kleinen Ort Bergen im Chiemgau. Dort ist Günther Schwill 1976 gestorben. Über Lilo Auredens weiteres Leben ist nichts bekannt. Das dortige Einwohnermeldeamt, so Jochens, habe nicht ermitteln können, wie lange sie ihn überlebt hat. Nach 1966 sind neue Publikationen von ihr nicht nachzuweisen.

## Werk und Rezeption
Die Bücher Auredens, insbesondere Was Männern so gut schmeckt, bieten Einblicke in die Frauenrollen ihrer Zeit. Neben Kochrezepten enthalten sie Ratschläge für Frauen, die für die damalige Zeit als modern und fortschrittlich galten, auch wenn sie aus heutiger Sicht oft rückständig wirken. Die Vermittlung von einfachen, schnellen Rezepten anstelle der aufwendigen traditionellen Küche verschaffte Frauen Zeit und ermöglichte damit Freiheit im Alltag. Viele konnten sich damit als Hausfrauen behaupten, ohne in direkter Konkurrenz zu ihren Müttern oder Schwiegermüttern zu stehen. So riet Lilo Aureden in ihren Büchern unter anderem zur Verwendung von Tiefkühlkost, die damals populär wurde. Allerdings war für sie die Rolle der Frau als Hausfrau stets selbstverständlich.
Der Ton ihrer Darstellung war unterhaltsam und immer ermutigend, oft mit einem Augenzwinkern oder möglicherweise sogar mit einem ironischen Einschlag versehen. „Sie hat mit dem Koketten und dem Bezirzen gespielt“, schreibt die Historikerin Jochens. Und sie habe ihren Leserinnen sagen wollen: „Kommt aus dieser Enge der eigenen Häuslichkeit raus, guckt euch mal ein bisschen um. Nehmt eure Männer, diesen ganzen Haushalt nicht so ernst.“

„Charakteristisch für einen wesentlichen Teil der Kochliteratur der 50er und 60er Jahre ist sein belletristischer Stil, der ‚plaudernde‘ Ton als zeittypischer Ausdruck vermeintlich ungezwungenen Lebensgefühls, wie ihn beispielsweise die Kochbücher der Reihe ‚Koche froh mit rororo‘ oder Lilo Auredens ‚Was Männern so gut schmeckt‘ spiegeln.“

Eine Besonderheit ist, dass Lilo Aureden sehr früh im deutschsprachigen Raum die Vermittlung internationaler Gerichte vorantrieb und beispielsweise neben der italienischen Küche und der Balkanküche auch Rezepte für indische Currys in ihre Kochbücher aufnahm. Der Gastronomie- und Kochbuchautor Wolfram Siebeck geht davon aus, dass sie einen sehr großen Einfluss auf die heutige Kochkultur in Deutschland hatte. Er selbst lernte von Aureden, „dass man Rosenkohl auch mit Parmesan zubereiten kann“, und beschrieb Was Männern so gut schmeckt als ein „Kultbuch“, das „eine Multikulti-Küche, befreit von aller deutschen Schwere und Schwerfälligkeit, mit exotischen Zutaten spielend“ darbot. Obwohl Lilo Aureden sozusagen für die „Generation der Wirtschaftswunder-Hausfrauen“ schrieb, blieb ihr Kochbuch über Jahrzehnte populär.
Erfolgreich war auch der Schönheitsratgeber Schön sein, schön bleiben. Er erlebte nicht nur in deutscher Sprache zahlreiche Auflagen, sondern wurde auch ins Niederländische, Polnische, Hebräische und Spanische übersetzt.

## Veröffentlichungen (Auswahl)
Im Folgenden sind nur die Erstausgaben angegeben. Einige ihrer Bücher erlebten danach mehrere Neuauflagen. 
- Was Männern so gut schmeckt. Eine kulinarische Weltreise in 500 Rezepten. List, München 1953.
- Schön sein, schön bleiben. Bertelsmann, Gütersloh 1955.
- Das praktische Ehebuch. Muth, Düsseldorf 1955.
  - Heiraten will gelernt sein: Ein praktisches Ehebuch. List, München 1957 (gekürzte und aktualisierte Neuausgabe)[40]
- Athenäum-Speisedolmetscher: Gut essen – gut trinken in 10 Ländern. Athenäum, Bonn 1958.
- Was Frauen wissen sollten. Ein Ratgeber für die Frau. Engelhorn, Stuttgart 1958.
- Der Dame gewidmet. Praesentverlag, Gütersloh 1959.
- Was Kindern so gut schmeckt. List, München 1959.
- Sei schöner, Adam. Das Kosmetik- und Gesundheitsbrevier für Männer. Hahn, Berlin 1960.
- Frisch gekocht nach Jahreszeit. Otto Maier, Ravensburg 1961.
- Lexikon der Leckerbissen: Was Männern so gut schmeckt. List, München 1962.
- Omas Kochbuch: 333 Familienrezepte aus der guten alten Zeit. Heyne, München 1965.
- Das schmeckt so gut. Die Kochkunst der Hausfrau in 18 Ländern. Lichtenberg, München 1965.
- Das schmeckt so gut in Deutschland. Deutsche Spezialitäten von der Nordsee bis zu den Alpen. Heyne, München 1966.